# テジェン
テジェン（TejenまたはTedzhen)はトルクメニスタン共和国のアハル州の都市。カラクム砂漠のオアシス都市で、標高は161m。テジェン川（Tejen、パシュトー語: هری‌رود Harirud）が近くを流れる。人口は67,488人（2022年国勢調査）。
カスピ海横断鉄道が通じ、1990年代にはイランのマシュハドへの鉄道も完成した。